# Encheleae
Encheleae (även Enchelleae, Enchelaeae, Enchelei) var en illyrisk stam under 800- och 700-talen f.Kr., omnämnd av Herodotos. Enligt en periplus från 300-talet f.Kr. som Herodotos attribuerar till Skylax från Karyanda levde de öster om floden Rhizon (Kotorbukten), mellan städerna Bouthoe (nuvarande Budva i Montenegro) och Epidamnus (nuvarande Durrës i Albanien).